# Diaperoecia intricaria
Diaperoecia intricaria är en mossdjursart som först beskrevs av Busk 1875.  Diaperoecia intricaria ingår i släktet Diaperoecia och familjen Diaperoeciidae. Inga underarter finns listade i Catalogue of Life.